# 生地温泉
生地温泉（いくじおんせん）は、富山県黒部市生地（旧国越中国）にある温泉。

## 温泉街

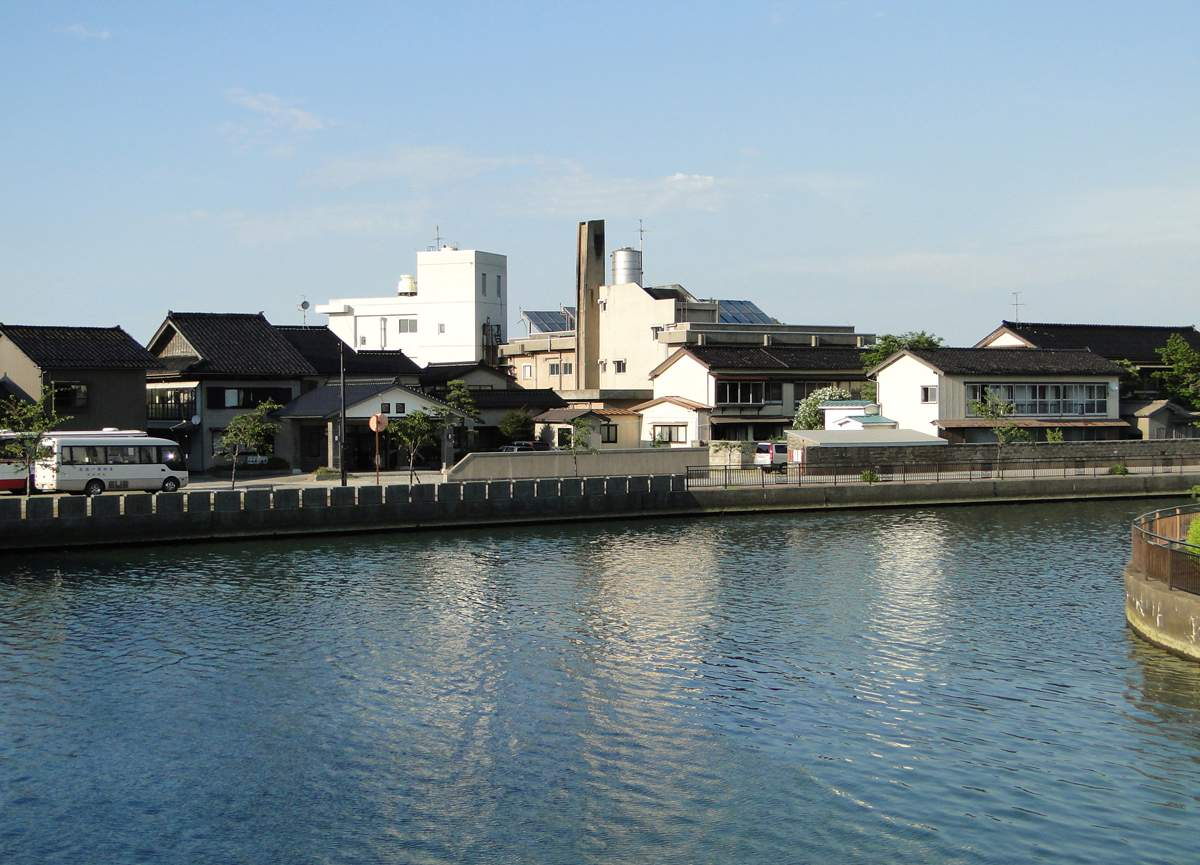
生地第一温泉

芦崎にある温泉宿、生地温泉たなかやが所在する。かつては経新にも生地第一温泉（大坪旅館）があった。

## 泉質
生地温泉たなかやは、
- 含塩化土類臭素強食塩泉[1]
  - 源泉温度13.1℃
  - 多量の塩分を含んでいるため、温泉は塩味を感じる。
  - 源泉は昭和初期に飲料水を目的に77m掘ったものである[1]。

生地第一温泉（大坪旅館）は、
- ナトリウム塩化物泉、含塩化土類食塩泉[2]
  - 源泉温度16〜17℃
  - 多量の塩分を含んでいるため、温泉は塩辛い。

### 効能
生地温泉たなかやは、
- 神経痛リュウマチ／外傷骨折火傷／婦人病／運動機能障害／関節痛／筋肉痛／五十肩／消化器／神経痛／創傷／打ち身　など

　※効能はそれを万人に保証するものではない。
生地第一温泉は、
- 神経痛／消化器病／婦人病　など[2]

　※効能はそれを万人に保証するものではない。

## 歴史
生地温泉たなかやは戦国時代に上杉謙信が礪波郡栴檀野で破れた父・長尾為景の仇討ちのため僧形に姿を変えて北陸の様子を探りに訪れた際に発見された、という開湯伝説がある。1560年（永禄3年）、一乗上人が当地に来て、霊泉の効能を聞き、謙信手植えの松の下に庚申仏（おこうしんさま）を配し、村人の支佐に命じて浴場を開設した（以降この松を庚申松と言っている）。藩政期には代々の加賀藩主により保護されてきたと言われているが、天保年中に地籍論争が起こり、止む無く廃湯に至った。その後、1911年（明治44年）に田中菊次郎が庚申仏のお告げにより湯治場『生地鉱泉』として正式に再建開業し、同時に庚申仏を祀った。1996年（平成8年）には新館が完成した。また、詩人田中冬二の父の本家であり、資料展示室がある。
生地第一温泉（大坪旅館）は1901年（明治34年）11月に石田村の大坪徳蔵により開湯・営業開始。葦原の一角に鳥獣が集まっているのを地元の人が見て源泉を知ったのが始まりで。当時は塩湯、または大坪第一鉱泉と称していた。1911年に前述の生地鉱泉が開業したことに伴い、生地第一鉱泉と改称した。なお、第一とは生地で最初に開いた温泉旅館ということからである。なお、生地第一温泉は2011年（平成23年）6月30日をもって旅館部を廃業し、同年7月31日に営業を休止した。

## アクセス
- E8北陸自動車道黒部インターチェンジから車で約15分
- あいの風とやま鉄道線生地駅から徒歩約20分
- 北陸新幹線黒部宇奈月温泉駅から車で約20分